# Деградація РНК
Деградація РНК — загалом означає процес розкладання полімеру рибонуклеїнової кислоти на складові мономери, якими є рибонуклеотидфосфати (NMPs), у вужчому сенсі — ензиматичне розщеплення матричної РНК (мРНК) за участі спеціалізованих білкових комплексів клітини, таких як екзосома, P-тільця та стресові гранули. Згідно із положеннями центральної догми молекулярної біології, матрична РНК виконує ключову роль в процесі трансляції протеїнів. Отже тривалість перебування певної мРНК в цитоплазмі визначає кількість протеїну, який з неї може бути напрацьований. Відповідно, за допомогою комплексів, що здійснюють деградацію РНК, клітина має змогу контролювати рівень експресії білок-кодуючих генів. Така регуляція називається прост-транскрипційною, оскільки відбувається вже після синтезу ДНК-залежною РНК-полімеразою певної матричної РНК. Слід зазначити, що кожна мРНК характеризується певним часом життя (напіврозпаду) в цитоплазмі. Окрім регулювання рівнів продукування різних білків, системи деградації РНК також здійснюють контроль якості новоутворених мРНК шляхом утилізації тих мРНК, які не пройшли процесинг (зокрема, не можуть бути правильно сплайсовані), мають небажані вторинні структури або неправильно зв'язуються із РНК-зв'язуючими протеїнами. Разом із тим в клітині існують спеціальні системи розпізнавання та знешкодження чужинної РНК, які працюють за принципом РНК інтерференції.

## Основні шляхи деградації матричної РНК

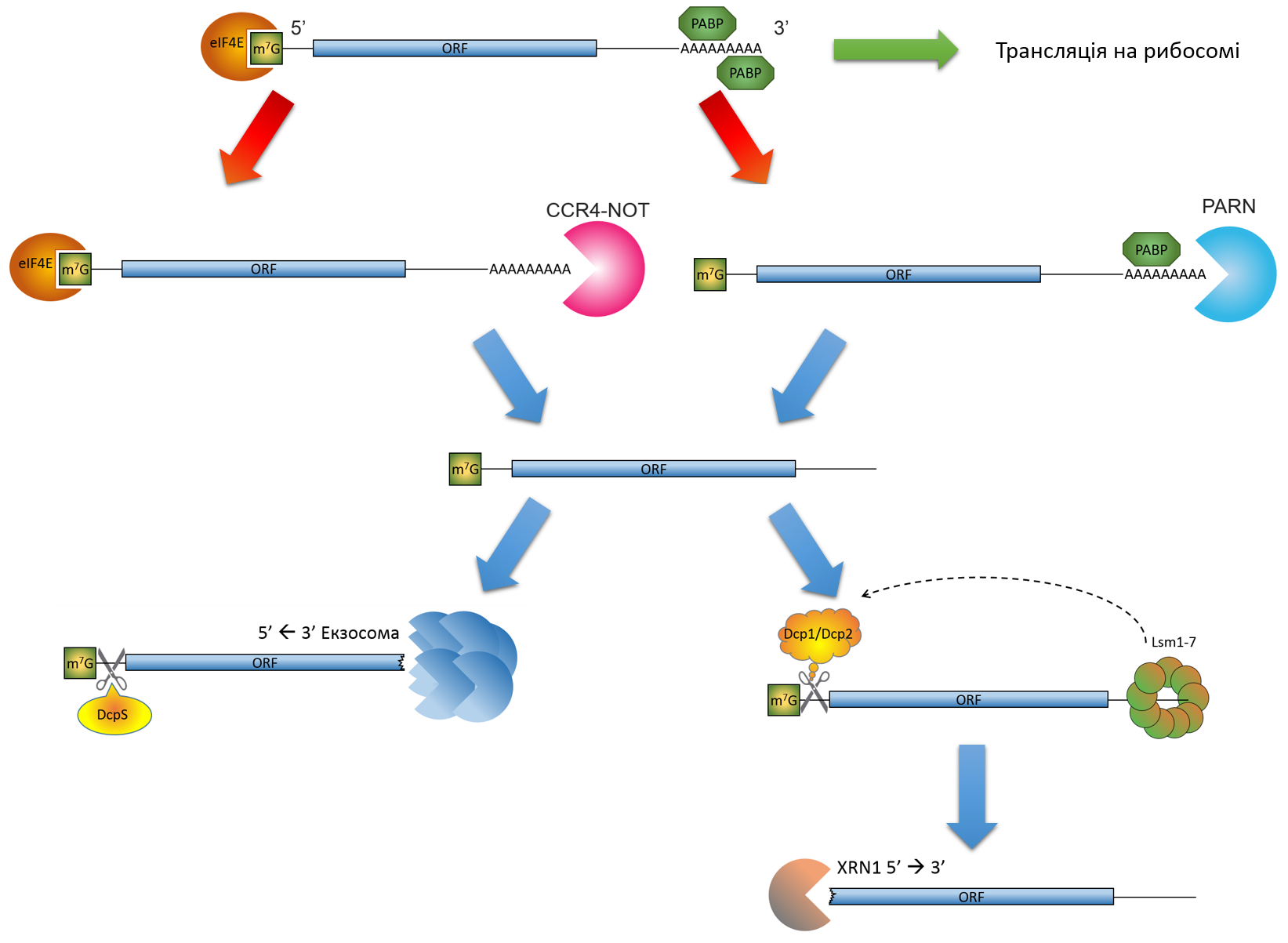
Графічне представлення основних шляхів деградації мРНК. Опис у тексті. Скорочення: ORF — відкрита рамка зчитування; m7G — 5’-метилгуанозиновий кеп; eIF4E — евкаріотичний фактор ініціації трансляції 4Е; PABP — полі(А)-зв'язуючий протеїн; CCR4-NOT — комплекс полі(А)-специфічних екзонуклеаз; PARN — полі(А)-специфічна екзонуклеаза; Dcp — ензими декепінгу; Lsm1-7 — комплекс протеїнів, що рознає критично вкорочений полі(А)-хвіс (до 12 аденозинів довжиною); XRN1 — 5' --> 3' екзонуклеаза.

Кожна зріла матрична РНК, яка пройшла процесинг, має 5’-метилгуанозиновий кеп та 3'-поліаденозиновий хвіст. Ці структури зв'язуються зі спеціальними протеїнами: перша — із евкаріотичним фактором ініціації трансляції eIF4E, друга — із полі(А)-зв'язуючим протеїном PABP. Додатково до згаданих факторів із мРНК можуть взаємодіяти інші РНК-зв'язуючі протеїни, які розпізнають послідовності на 3’- та 5’-нетрансльованих регіонах. Слід відмітити, що РНК в клітині ніколи не перебуває у вільному від білків стані, а натомість існує лише у формі рибонуклеопротеїнів. У купі зазначені структури та білкові фактори захищають мРНК від передчасної деградації рибонуклеазами, а також допомагають взаємодіяти із рибосомою та сприяють трансляції.
Таким чином, для проходження процесу деградації, кожна мРНК має бути позбавлена захисних структур на 5’- та 3’-кінцях.
Відповідно, існує три основні шляхи деградації РНК:
- видалення полі(А)-хвоста із наступним розщепленням в напрямку 3’ --> 5’,
- видалення 5’-метилгуанозинового кепу (декепінг) із наступним розщепленням в напрямку 5’ --> 3’
- ендонуклеазне розщеплення із подальшою деградацією за участі екзонуклеаз по новоутворених вільних 5’ та 3’ кінцях.

Кожен з цих механізмів забезпечується своїм набором ензимів, проте зазначені шляхи не є взаємовиключними і часто йдуть паралельно чи послідовно.

### Деаденілювання
Основним шляхом деградації РНК в евкаріотів є видалення полі(А)-хвоста — деаденілювання. За вкорочення полі(А)-тракту відповідає білковий комплекс CCR4-NOT або полі(А)-специфічна рибонуклеаза PARN. Причому, CCR4-NOT виконує деаденілювання лише за умови відсутності полі(А)-зв'язуючих протеїнів на хвості, тоді як PARN — лише у випадку наявності вільного 5’-метилгуанозинового кепу, не зв'язаного із eIF4E. Обидві умови зазвичай виконуються для мРНК, яка щойно завеншила трансляцію. Слід відзначити, що деаденілювання — зворотний процес. Існують також цитоплазматичні полі(А)-полімерази, які здатні подовжувати полі(А)-хвіст, що дозволяє мРНК повернутися до трансляції.
Надалі деаденільована РНК може бути розщеплена двома шляхами: з 3’-кінця або з 5’-кінця. Перший передбачає розпад РНК у напрямку 3’ --> 5’ за участі комплексу екзонуклеаз під назвою екзосома. Під час 3’ --> 5’ деградації РНК в екзосомі 5’-метилгуанозиновий кеп від'єднується спеціальним кеп-скавенжером DcpS. Відсутність полі(А)-хвоста також може слугувати сигналом для ензимів, які напряму здійснюють декепінг (Dcp1 та Dcp2), що визначає другий шлях розпаду деаденільованої РНК. В такому разі спочатку відбувається розпізнавання деаденільованої РНК комплексом семи протеїнів Lsm1-7, котрий асоціюється із вільнім від полі(А) 3’-кінцем РНК. У подальшому Lsm1-7 залучає Dcp1 та Dcp2, які здійснюють видалення кеп-структури, а потім йде розщеплення РНК у напрямку 5’ --> 3’ за участі екзонуклеази XRN1.

## Допоміжні шляхи деградації матричної РНК

### Декепінг, незалежний від деаденілювання

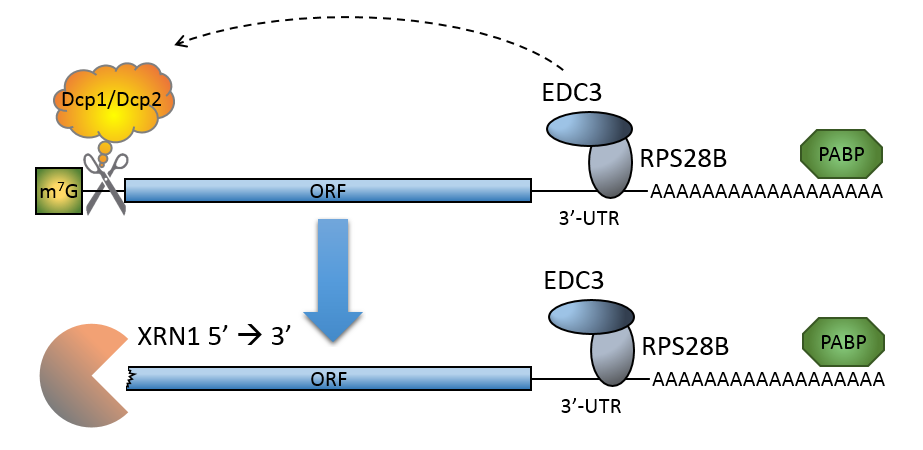
Схематичне представлення декепінгу, незалежного від деаденілювання. Даний процес залежить від розпізнавання специфічної послідовності нуклеотидів в області 3'-нетрансльованого регіону мРНК (3'-UTR) протеїном RPS28B, і подальшого залучення ним протеїну enhancer of mRNA decapping 3 (EDC3)

У дріжджів також відомий механізм розщеплення РНК, який по суті являє собою декепінг, але при цьому не залежить від деаденілювання. Натомість залучення декепінг-ензимів відбувається не з допомогою Lsm1-7 комплексу, а за участі білків, які розпізнають шпилькоподібну структуру на 3’-нетрансльованому регіоні мРНК. Такий механізм описаний для небагатьох мРНК Saccharomyces cerevisiae, наразі відомо щонайменше два транскрипти, що регулюються подібним чином, це — RPS28B та EDC1. Цікавим є той факт, що продукти обох цих генів самі безпосередньо беруть участь в процесі декепінгу, що незалежить від деаденілювання. Це може вказувати на авторегуляцію допоміжних шляхів деградації мРНК.

### Розщеплення ендонуклеазами

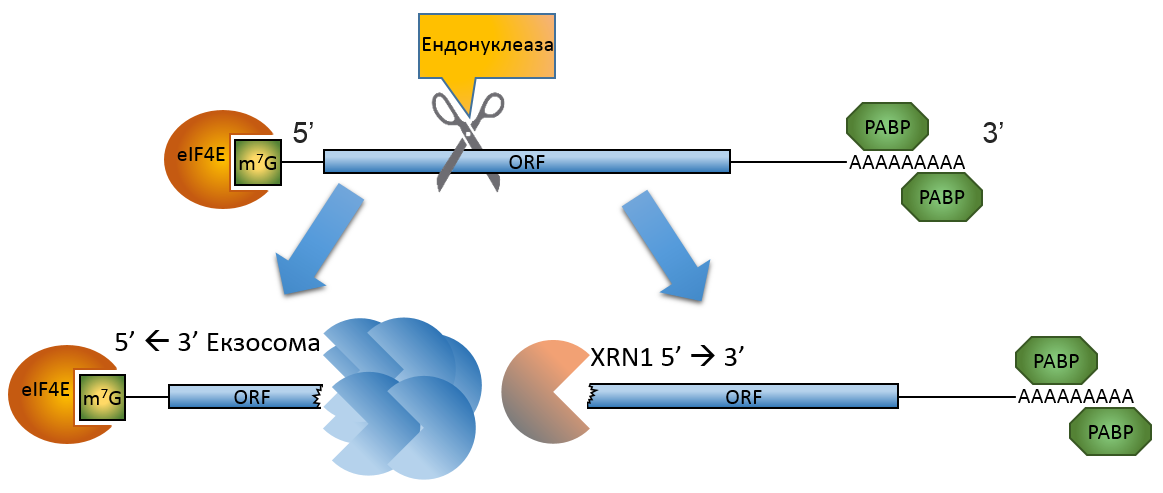
Розщеплення мРНК за участі ендонуклеаз із подальшою деградацією по вільних 5'- та 3'-кінцях

Ендонуклеолітичний розпад мРНК є найшвидшим і найефективнішим шляхом деградації, оскільки продуктом лише одного каталітичного акту ендонуклеази є відразу два вільні кінці — 3’ та 5’ —, які можуть надалі розщеплюватися екзосомою та XRN1 екзонуклеазою відповідно. Однак клітина вдається до нього здебільшого у надзвичайних випадках, як от різка перебудова метаболізму під час диференціювання або стресу.
Так наприклад ендонуклеаза PMR1 відповідає за розщеплення мРНК альбуміну у відповідь на стимуляцію естрогенового рецептору в ооцитах Xenopus laevis. В структурі PMR1 наявні домени зв'язування із полісомами, тож вважалося, що вона здатна розщеплювати мРНК під час трансляції. Але згодом було з'ясовано, що згадана ендонуклеаза також задіяна у формуванні стресових гранул — спеціальних компартментів у цитоплазмі, де відбувається затримка, сортування та диференційна деградація певних мРНК під час стресу.
Інша ендонуклеаза MRP, яка здебільшого задіяна в обробці рибосомальних та мітохондріальних РНК, також бере участь у деградації мРНК CLB2, що кодує циклін Б-типу, наприкінці мітозу. MRP розрізає CLB2 на ділянці 5’-нетрансльованого регіону, позбавляючи її таким чином кепу і викликаючи подальше розщеплення за допомогою екзонуклеази XRN1. Рецесивні мутації в гені ендонуклеази MRP описані у хворих на гіпоплазію хряща та волосся (cartilage-hair hypoplasia). Разом із тим у пацієнтів спостерігається підвищений рівень експресії цикліну CLB2. Отже порушення проліферації певних типів клітин відбувається через надмірну продукцію протеїну CLB2, що викликана відсутністю нормальної деградації відповідної мРНК у зв'язку із дефектом MRP ендонуклеази.